# Equinox Desktop Environment
Equinox Desktop Environment (EDE) — мінімалістське стільничне оточення, побудоване з використанням набору графічних інструментів FLTK. EDE відрізняється класичним підходом до реалізації настільного оточення (робочий стіл і панель з меню, списком відкритих застосунків і системним треєм), забезпечуючи при цьому максимальну швидкість роботи і чутливість компонентів інтерфейсу в поєднанні з мінімальним споживанням ресурсів.  Цілі проєкту стосуються розвитку тільки компонентів, безпосередньо пов'язаних з робочим столом, без дублювання створення додаткових програм і утиліт, таких як файловий менеджер або браузер. 
Код EDE написаний на мові C++ і поширюється під ліцензією GPLv2, допоміжна бібліотека edelib поставляється під ліцензією LGPLv2.  Підтримується робота в більшості Unix-подібних систем, включаючи Linux, *BSD, Solaris і Minix.
У версіях гілки 1.x використовувався тулкіт eFLTK, але з версії 2.0 проведений відхід від eFLTK на користь стандартного FLTK. Типові функції винесені в окрему власну бібліотеку проєкту edelib, яку можна використовувати в інших проєктах, не пов'язаних з EDE. edelib містить функціональність для створення вікон, збереження конфігурації програми, комунікацій через D-Bus, завантаження тем іконок тощо. Як віконний менеджер використовується pekwm. Підтримуються стандарти freedesktop.org, в тому числі специфікацій, що визначають роботу з системним меню, завантаження піктограм, читання наборів піктограм і взаємодія з іншими тулкітами. У поставку включений демон відправлення повідомлень з можливістю виведення спливаючих повідомлень.
EDE не такий поширений у дистрибутивах Linux як інші робочі оточення, такі як KDE, GNOME чи Xfce. Він доступний як опціональний пакунок для MINIX 3. Проте, EDE доступний у Mandriva Linux від його версії 2009.0.

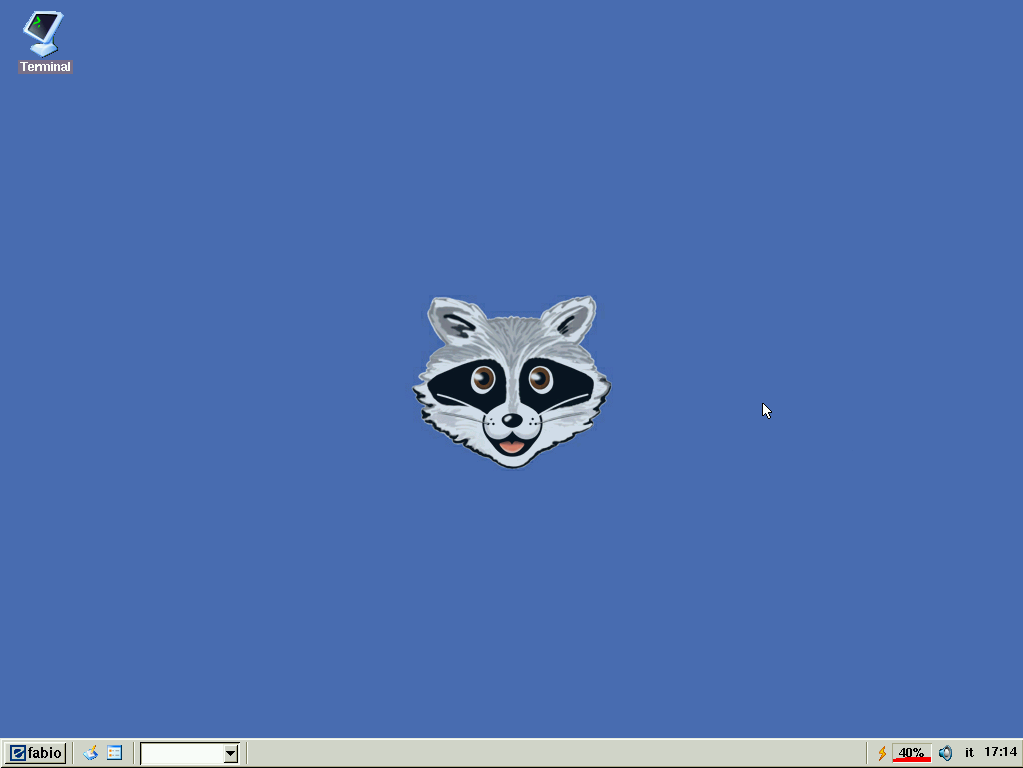
MINIX 3.1.7 з віконним менеджером Equinox Desktop Environment

## Виноски
1. ↑  About EDE project. Архів оригіналу за 14 серпня 2013. Процитовано 20 травня 2012.
2. ↑  EDE news archive. Архів оригіналу за 14 серпня 2013. Процитовано 20 травня 2012.
3. ↑  edelib development HowTo. Архів оригіналу за 5 січня 2009. Процитовано 26 жовтня 2008. [Архівовано 2009-01-05 у Wayback Machine.]
4. ↑  Minix 3 Window Managers. Архів оригіналу за 21 вересня 2008. Процитовано 22 липня 2008. [Архівовано 2008-09-21 у Wayback Machine.]